# Communauté insulaire
Dans le système juridique italien, les communautés d'îles et d'archipels sont des entités territoriales (it) qui peuvent être établies dans chaque île ou archipel d'îles, à l'exception de la Sicile et de la Sardaigne, régions autonomes déjà composées de municipalités, conformément à l'article 29 du décret législatif (it) n. 267 du 18 août 2000 (également appelé Texte unique des lois sur l'organisation des entités locales, ou TUEL (it)).
En application de l'article cité ci-dessus, les règles relatives aux communautés de montagne sont étendues aux communautés insulaires ou d'archipels ; ce sont donc des unions de communes (it).